# Traffic Giant
Traffic Giant – gra stworzona przez JoWooD Productions, w Polsce wydana przez CD Projekt w 2001 roku w serii eXtra Gra. W lutym 2009 gra została wydana w Polsce ponownie przez firmę Techland w serii „Pomarańczowa seria”.

## O grze
Traffic Giant to gra ekonomiczna, w której kieruje się rozwojem firmy komunikacyjnej. Głównym celem w grze jest stworzenie wydajnej i bardzo dobrze funkcjonującej sieci komunikacyjnej.
W grze jest duży wybór środków transportu:
- autobusy (11 rodzajów)
- tramwaje (5 rodzajów)
- kolej miejska (5 rodzajów)
- kolej podwieszana (3 rodzaje)
- kolej magnetyczna (2 rodzaje)

W grze możliwa jest też gra wieloosobowa poprzez sieć internetową.
Możliwych jest kilka rodzajów rozgrywki:
- Gra nieskończona – gra dowolna, np. można grać z komputerem, rywalizując między tym kto ma lepszą linie
- Kampania – gra, w której mamy określone warunki wygranej, np. 1.000.000 zł w 4 lata
- Gra wieloosobowa – gra taka jak dowolna, ale osoba, która zaczęła rozgrywkę, określa warunki.

## Wymagania sprzętowe
- Procesor: Pentium 233 MMX
- Pamięć RAM: 32 MB
- System: Windows 95 lub Windows 98 (działa również na Windows XP, Windows Vista oraz Windows 7)
- Ilość wolnego miejsca na dysku: 240 MB
- Karta graficzna: 2 MB